# Bactrocera parabarringtoniae
Bactrocera parabarringtoniae
 es una especie de insecto díptero que Drew, Hancock y Romig describieron científicamente por primera vez en 1999. Esta especie pertenece al género Bactrocera de la familia Tephritidae. 